# Rémy Girard
Pour les articles homonymes, voir Girard.
Rémy Girard est un acteur québécois né le 10 août 1950 à Jonquière. Sur la scène internationale, il est surtout connu pour ses rôles dans Le Déclin de l'empire américain, Incendies et Les Invasions barbares. Au Québec, il est aussi connu pour les multiples rôles qu'il a joués dans plusieurs films et séries télévisées comme dans Les Bougon, c'est aussi ça la vie!.
Il est le fils du journaliste et homme politique Fernand Girard (1924-2004).

## Biographie
Rémy Girard a étudié au Conservatoire d'art dramatique de Québec. Après quelques rôles peu significatifs, sa carrière décolle avec Le Déclin de l'empire américain. Sa vie professionnelle ne sera plus alors qu'une suite ininterrompue de rôles, tant pour le théâtre et la télévision, que pour les films.
Depuis 1997, il a interprété le personnage de Stan, l'entraîneur de l'équipe des Boys, dans 4 films et 5 saisons d'une séries télévisées. Entraîneur de l'équipe et propriétaire d'une brasserie, son personnage est au cœur de ce récit qui a inspiré la culture populaire québécoise.
Au cours des dernières années, il a été la tête d'affiche du feuilleton télévisé Les Bougon, c'est aussi ça la vie!, une satire sur les fraudes socialement incorrectes. Il a également fait partie de la série La petite vie, y interprétant le rôle de Pogo, un ami de la célèbre famille Paré.
En 1994, il devient porte-parole de la Fédération des familles et amis de la personne atteinte de maladie mentale pendant une quinzaine d'années. Il accompagne la FFAPAMM dans ses démarches de sensibilisation de l’opinion publique sur la maladie mentale,.
Au fil des années, il a fait partie de la distribution de quatre films étant nommés pour l'Oscar du meilleur film en langue étrangère, soient Le Déclin de l'empire américain, Jésus de Montréal, Les Invasions barbares et Incendies.
En 2006, il fait partie du jury de sélection au Festival international du film de Moscou.
En 2010, il devient porte-parole pour la Société pour les enfants handicapés du Québec.
En novembre 2021, avec la réalisatrice française Catherine Corsini, il co-préside le premier jury de la compétition "Visages de la francophonie" du Festival de films Cinemania.
Lors de la 25e édition du Gala Québec Cinéma, il est honoré pour l'ensemble de sa carrière et reçoit un Prix Iris-Hommage. Le prix lui est remis par la comédienne Louise Portal, qui est également son amie dans la vie privée. Vingt-quatre ans plus tôt, il était lui-même le premier animateur de l'histoire de la cérémonie.

## Filmographie

### Cinéma
- 1981 : C'est pas le pays des merveilles d'Hélène Doyler
- 1981 : Les Beaux Souvenirs de Francis Mankiewicz
- 1982 : Les Yeux rouges de Yves Simoneau
- 1984 : Le Crime d'Ovide Plouffe de Denys Arcand
- 1986 : Le Déclin de l'empire américain de Denys Arcand
- 1987 : Les Voisins de Claude Meunier et Louis Saia
- 1987 : Le Lys cassé
- 1988 : Kalamazoo
- 1988 : Le Chemin de Damas de George Mihalka
- 1988 : Les Portes tournantes de Francis Mankiewicz
- 1989 : Dans le ventre du dragon de Yves Simoneau
- 1989 : Jésus de Montréal de Denys Arcand
- 1990 : Rafales
- 1991 : Montréal vu par…
- 1991 : L'Empire des lumières
- 1991 : Amoureux fou de Robert Ménard
- 1991 : La Pagaille de Pascal Thomas
- 1993 : La Florida de George Mihalka
- 1994 : Le Secret de Jérôme de Phil Comeau
- 1994 : Les Jumelles Dionnes
- 1996 : Fish Tale Soup
- 1996 : Les Feluettes de John Greyson
- 1996 : L'Homme idéal de George Mihalka
- 1997 : Le Siège de l'âme de Olivier Asselin
- 1997 : Les Boys : Stan
- 1998 : Le Violon rouge de François Girard
- 1998 : Free Money
- 1998 : Les Boys 2 : Stan
- 2001 : Varian Fry, un héros oublié
- 2001 : Les Boys 3 : Stan
- 2002 : 42-DD
- 2002 : Séraphin : Un homme et son péché
- 2003 : Choice: The Henry Morgentaler Story
- 2003 : Les Invasions barbares de Denys Arcand
- 2004 : Monica la mitraille de Pierre Houle : Maurice Morissette
- 2005 : Aurore de Luc Dionne : Oréus Mailhot
- 2005 : Maurice Richard de Charles Binamé : Tony Bergeron
- 2005 : Les Boys 4 : Stan
- 2006 : Le Lièvre de Vatanen de Marc Rivière : Richard Growe
- 2006 : Drôle d'enquête pour jeune inspecteur ( Young Triffie ) de Ray Guy : Le docteur
- 2007 : Blades of Glory
- 2008 : Le Grand Départ de Claude Meunier : Henri Leduc
- 2008 : Le Piège américain de Charles Binamé : Lucien Rivard
- 2009 : Le Bonheur de Pierre de Robert Ménard
- 2009 : De père en flic de Émile Gaudreault : Me Charles Bérubé
- 2009 : Je me souviens de André Forcier
- 2010 : Les Sept Jours du talion: Hervé Mercure
- 2010 : Impasse du désir de Michel Rodde : Robert Block
- 2010 : Incendies de Denis Villeneuve
- 2010 : Cabotins de Alain DesRochers : Marcel Lajoie
- 2010 : Y'en aura pas de facile de Marc-André Lavoie
- 2013 : Hot Dog de Marc-André Lavoie : Conrad
- 2013 : Il était une fois les Boys : Fred
- 2016 : Votez Bougon : Paul Bougon
- 2016 : Pays: Paul Rivest
- 2018 : La Chute de l'empire américain : Sylvain « The Brain » Bigras
- 2019 : Il pleuvait des oiseaux de Louise Archambault : Tom
- 2020 : Le Club Vinland : Frère Léon
- 2022 : Tu te souviendras de moi : Édouard Beauchemin
- 2022 : Testament : Jean-Michel Bouchard
- 2024 : Ababouiné d'André Forcier : cardinal Madore
- 2025 : Menteuse d'Émile Gaudreault : Serge Gauthier, le père de Virginie

### Télévision
- 1983 - 1988 : Minibus
- 1985 - 1987 : Manon : Joël
- 1986 : Le Temps d'une paix : Wladimir
- 1987 : L'Amour avec un grand A : Henri Laporte
- 1988-1989: Les dames de coeur:Luc Lavigne
- 1989 - 1991 : Un signe de feu
- 1988 : Les Tisserands du pouvoir : le maire Gauthier
- 1988 : Les Tisserands du pouvoir 2 : le maire Gauthier
- 1990 - 1991 : La Misère des riches : commissaire Leduc
- 1992 - 1995 : Scoop : Lionel Rivard
- 1993 : La Petite Vie : Pogo (Paul Gauthier)
- 1993 : Blanche : le mari de Marie-Ange
- 1994-2001 : 4 et demi... : André Bélanger
- 1995 : L'Amour avec un grand A : Guy Gagnon
- 1995 : Les Grands Procès : maître Gendron
- 1996 : Urgence : Maurice Giguère
- 1996 : Les cinq dernières minutes: Lieutenant-détective Rousseau
- 1996 : Cher Olivier : Olivier Guimond, père
- 1996 - 1997 : 10-07: L'affaire Zeus
- 1997 : Ces enfants d'ailleurs : Monsieur Favreau
- 1998 : Réseaux : Richard Beaudoin
- 1999 - 2000 : Rue l'Espérance
- 2001 : Emma : Robert Thomas 2002 : Bunker, le cirque : Jacques Vinel
- 2004 - 2006 : Les Bougon, c'est aussi ça la vie! : Paul Bougon
- 2005 : Détect.inc. : Donald Trempe / Serge Trempe
- 2005 : Trafic d'innocence de Christian Duguay : Viktor
- 2005 : D'Artagnan et les Trois Mousquetaires : le père Cortès
- 2007 - 2012 : Les Boys : Stan
- 2007 : Sous les vents de Neptune de Josée Dayan : le surintendant Aurèle Laliberté
- 2011 : In Security : Claude Lesage
- 2014 : Les Cow Boys : Stéphane
- 2014 : 30 vies : Pierre Champagne
- 2014 : Ti-mé Show : Pogo
- 2016 : Les enquêtes de Murdoch : Capitaine Joseph-Elzéar Bernier
- 2017 : L'Échappée : Clément Francoeur
- 2017 : Frontier : marquis de Beaumont
- 2020 : District 31 : Pierre Masson
- 2023 : Stat : Richard  Perron, rencontre de joueurs compulsifs anonymes

## Distinctions
- Prix Génie 1989 : Meilleur acteur dans un rôle de soutien pour Les Portes tournantes
- Prix Génie 1990 : Meilleur acteur dans un rôle de soutien pour Jésus de Montréal
- Prix Génie 1991 : Meilleur acteur pour Amoureux fou
- Prix Gémeaux 1993 : Meilleur rôle de soutien masculin
- Prix Gémeaux 1995 :
  - Meilleur premier rôle masculin pour Avec un grand A
  - Meilleur rôle de soutien masculin
- Prix Génie 2004 : Meilleur acteur pour Les Invasions barbares
- Prix Gémeaux 2004 : Meilleur premier rôle masculin pour Les Bougon, c'est aussi ça la vie!
- 2023 : Prix Iris-Hommage
- 2024 Prix Denise-Pelletier